# Бруней на літніх Олімпійських іграх 2016
Держава Бруней-Даруссалам на літніх Олімпійських іграх 2016 року був представлений 3 спортсменами в двох видах спорту. Жодної медалі олімпійці Брунею не завоювали.

## Спортсмени
| Дисципліна     | Чоловіки | Жінки | Разом |
| -------------- | -------- | ----- | ----- |
| Легка атлетика | 1        | 1     | 2     |
| Бадмінтон      | 1        | 0     | 1     |
| Разом          | 2        | 1     | 3     |